# Oliver Knight
Oliver Knight (Bedford, 25 de enero de 2001) es un ciclista profesional británico que compite con el equipo Cofidis.

## Trayectoria
En 2022 fue stagiaire del UAE Team Emirates y en su primera carrera, la Vuelta a Burgos, sufrió una fractura en la zona de la pelvis tras una caída. Al año siguiente volvió a competir como stagiaire en el Cofidis, equipo con el que dio el salto al profesionalismo en 2024.
En 2025 consiguió la medalla de bronce en el campeonato nacional de contrarreloj antes de lograr su primera victoria como profesional en la segunda etapa del Tour de Valonia. Tras este triunfo renovó su contrato hasta 2027 y finalizó la prueba en tercera posición.

## Palmarés
2025
- 3.º en el Campeonato del Reino Unido Contrarreloj
- 1 etapa del Tour de Valonia

## Equipos
- UAE Team Emirates (stagiaire) (2022)[7]
- Cofidis (stagiaire) (2023)[7]
- Cofidis (2024-)